# Prijs (economie)
De prijs van een goed of dienst is het geldbedrag dat voor dat goed of die dienst moet worden betaald om het goed in eigendom  of de dienst geleverd te krijgen. In de economie is de prijs het bedrag (meestal in geld) dat betaald wordt bij verhandeling van een goed of een dienst (gerealiseerde prijs bij een koopovereenkomst), of het bedrag dat gevraagd wordt (vraagprijs) of geboden wordt (aanbodprijs), zie ook onderhandeling en prijsvorming.

## Geld
De prijs van een product wordt gewoonlijk uitgedrukt in een bedrag aan geld van een bepaalde valuta, zoals euro's en dollars. Voordat geld gangbaar werd, werden er andere goederen als betaalmiddel gebruikt, vaak goud of zilver. In de Romeinse tijd werd zout wel als betaalmiddel gebruikt. Wanneer men het vertrouwen in een munteenheid verliest, zoals in 1923 in Duitsland gebeurde, eisen verkopers soms betaling in natura.

## Betaling
De betaling van een prijs vormt in het burgerlijk recht een van de verbintenissen die ontstaan uit een koopovereenkomst, maar ook uit andere overeenkomsten, zoals huur, aanneming en dergelijke. In een dergelijke door twee partijen gesloten overeenkomst zegt de ene partij iets te zullen leveren, iets te zullen doen of iets niet te zullen doen, en de andere partij belooft daarvoor te zullen betalen. Men voldoet aan zijn verbintenis door te betalen, vandaar het woord voldaan, dat kan geschreven worden op een betaalde factuur.
Betaling is geen constitutieve eis voor het tot stand komen van de overeenkomst. Ook is het is principe geen voorwaarde voor de overgang van de eigendom, tenzij partijen nadrukkelijk anders hebben afgesproken (bijvoorbeeld een eigendomsvoorbehoud).

## Marktprijs
De prijs die op een vrije markt met meerdere kopers en verkopers tot een marktevenwicht tussen aanbod en vraag leidt noemt men de marktprijs of evenwichtsprijs.
Een taxatie is een schatting van de marktwaarde, de mogelijke marktprijs. Dit gebeurt door een vergelijking met gelijksoortige goederen of diensten te maken.
Bij verkoop aan consumenten is er vaak geen onderhandeling, de verkoper maakt zijn vraagprijzen bekend en de consument kiest van elk product of hij het wel of niet koopt (en zo ja, als er meerdere exemplaren zijn: hoeveel).

## Tijdprijs
Het begrip tijdprijs kan betekenen:
- Deel van de prijs dat afhangt van de tijdsduur (bijvoorbeeld bij autohuur)
- De tijd die een activiteit kost.
- De tijd die een activiteit kost omgerekend in geld, op basis van een bedrag per uur.

## Prijsvorming

### Onderhandeling
De prijs van een goed komt in principe tot stand door onderhandeling. Dit gaat als volgt:
1. De potentiële koper, bijvoorbeeld een veeboer die een koe wil kopen, doet een bod. Dat wil zeggen, hij zegt: "Ik wil 1000 euro voor deze koe betalen".
2. De verkoper doet een tegenbod; hij zegt bijvoorbeeld: "Ik wil er 1100 euro voor hebben".
3. Vervolgens is de koper weer aan zet en biedt hij iets meer.

En zo gaat het een tijdje door, tot ze het eens worden, of besluiten dat de koop niet doorgaat.

### Vaste prijzen
Het onderhandelen is een tijdrovende procedure. Daarom worden de meeste prijzen vastgesteld zonder dat er onderhandelingen gevoerd worden. Zo hanteren de meeste winkels gewoonlijk vaste prijzen. De consument heeft dan de keuze om het product in die winkel te kopen of verder te zoeken in andere winkels.
Wijd verbreid zijn prijzen die iets lager zijn dan een rond bedrag, bijvoorbeeld €1,95, €1,99, €195 en €199. Dit worden psychologische prijzen genoemd. Ook wordt het charm pricing genoemd. Ook al weet de consument dat het verschil met de ronde prijs heel klein is, is de extra verkoop van een product met zo'n prijs vergeleken met die van hetzelfde product met de ronde prijs relatief groot.
In de praktijk is er een tussenvorm van vaste prijzen en onderhandelde prijzen. Dan worden er vaste prijzen gevraagd, maar de klant kan proberen korting te krijgen door af te dingen.

### Markt
Om het proces van prijsvorming te versoepelen, worden producten wel verhandeld op een markt. Dit kan een gewone markt zijn, met kraampjes op een marktplein, maar ook een denkbeeldige markt,  bijvoorbeeld op het Internet, die bestaat uit al het aanbod en de vraag van een groep vergelijkbare producten. Het doel van een markt is om aanbieders en gebruikers van producten bij elkaar te brengen, zodat ze kwaliteit en prijs gemakkelijker kunnen vergelijken waardoor de handel bevorderd wordt.
Landbouwproducten worden ingedeeld in standaardkwaliteitsklassen, zodat ook hier een standaardprijs van kan worden vastgesteld. Zo kunnen op NOS teletekst pagina 549 de koersen van aardappelen, peen, uien en tarwe van dag tot dag worden gevolgd.

### Koers
Als producten 100% vergelijkbaar en uitwisselbaar zijn, zoals bij aandelen, komt er ook maar één prijs tot stand. Als iemand 10 fietsen heeft, kunnen die meer of minder waard zijn dan 10 andere fietsen. Als iemand echter 10 aandelen Shell heeft, zijn die precies evenveel waard als 10 andere aandelen Shell, van hetzelfde type. Een dergelijke prijs heet een koers. Koersen kunnen per dag, uur of minuut variëren en worden via de pers bekendgemaakt.

### Veiling
Bij een veiling kunnen grote aantallen potentiële kopers bieden op een product.

### Offerte
Bij eenmalige diensten, zoals het bouwen van een huis, het aanleggen van een weg of het uitvoeren van een verhuizing, vindt de prijsvorming vaak plaats door middel van offertes. De klant vraagt een of meer aanbieders om een offerte uit te brengen. De offerte is een document waarin precies staat wat de aanbieder zal doen en tegen welke prijs. Vervolgens kan de klant een van de offertes accepteren. Hij kan de offerte met de laagste prijs kiezen, maar zal ook rekening moeten houden met de leveringsvoorwaarden en de betrouwbaarheid van de aanbieders.

### Monopolie, oligopolie en kartel
In de kapitalistische benadering van de markteconomie wordt uitgegaan van vrije concurrentie. Dan doet de markt zijn werk en worden de prijzen in vrije onderhandeling tussen koper en verkoper vastgesteld. Aan een dergelijk ideaalbeeld van de markt wordt vaak niet voldaan, vrije concurrentie is er alleen met veel aanbieders en veel vragers.
Als iemand de enige is die een bepaald product kan leveren, is er een monopolie. Dan kan hij een hoge prijs vragen en een matige kwaliteit bieden maar dan zal zijn afzet geringer zijn dan bij een lagere prijs en goede kwaliteit; de klant kan het betreffende product weliswaar alleen maar bij de monopolist kopen, maar kan overwegen een minder alternatief elders te kopen of af te zien van gebruik van het product.
In een oligopolie hebben enkele aanbieders de markt grotendeels in handen. Deze aanbieders kunnen besluiten om niet op prijs te concurreren. Dan vormen ze een prijskartel met als doel een hoog prijsniveau te handhaven, en dus een hogere winst te garanderen.
Om de economie te bevorderen streeft de overheid naar vrije concurrentie. Daarom is het verboden om prijsafspraken te maken. In Nederland ziet de Autoriteit Consument en Markt erop toe dat die regels niet worden overtreden. Wanneer een (staats-)monopolie wordt verlaten, wordt tegelijkertijd een instituut opgericht dat erop toeziet dat de bestaande monopolist zijn marktmacht niet misbruikt ten nadele van nieuw intredende aanbieders. Een voorbeeld hiervan is de Onafhankelijke Post en Telecommunicatie Autoriteit (OPTA) die toeziet op de telecomsector in Nederland.

## Betalingsvoorwaarden
Behalve de totale prijs zijn ook de betalingsvoorwaarden van belang. Er zijn allerlei betalingsvoorwaarden mogelijk:
- Zo kan het moment waarop betaald moet worden variëren:
  - bij vooruitbetaling (bijvoorbeeld bij het plaatsen van de bestelling),
  - bij levering (contant of pin)
  - achteraf (op rekening).
- De betaling kan worden opgedeeld in kleinere bedragen (in termijnen). De klant betaalt de totale prijs bijvoorbeeld in drie gedeelten.
- Een variant van betaling in termijnen is het kopen op afbetaling; dat wil zeggen dat de klant na levering van het product een tijdlang elke maand een bedrag betaald. In het maandbedrag zit dan een rentevergoeding verwerkt.
- Er kan ook een voorschot geëist worden; dat wil zeggen dat de klant een gedeelte van de totale prijs, bijvoorbeeld 10%, betaalt op het moment dat hij het product bestelt. Dat heet een aanbetaling.
- De wijze van betalen kan verschillen: contant, met een creditcard, bankoverschrijving en zo voort.

## Prijsaanduiding
Soms worden bij de aanbieding van een product de minst significante cijfers van de prijs (bijvoorbeeld de twee cijfers achter de komma bij een bedrag in euro's) kleiner  weergegeven (soms zelfs in hoogte en breedte meer dan een factor twee kleiner). Bij grotere bedragen kan dit het voordeel hebben dat het belangrijkste eruit springt, maar anders is het een psychologische truc om, ook als de kleine cijfers nog wel leesbaar zijn, een onbewuste perceptie van een lagere prijs te creëren dan bij even grote cijfers.

## Voorbeeldprijzen
Hieronder volgen als voorbeeld enkele prijzen die op 29 juni 2004 op Teletekst pagina's 545, 548 en 549 zijn aangetroffen. Het gaat steeds om de prijs per kilo.
| Artikelomschrijving | Prijs per kg      | Opmerking                                 |
| ------------------- | ----------------- | ----------------------------------------- |
| Winteruien 2004     | € 0,10 tot 0,14   | Beursnotering Goes, 22 juni               |
| Tarwe               | € 0,128           | Beursnotering Groningen, 22 juni          |
| Aardappel (Bintje)  | € 0,195 tot 0,20  | België, 22 juni (bron: boerenbond Leuven) |
| Bruine bonen        | € 0,55            | Groothandelsprijs, Nederland, 22 juni     |
| Eieren              | € 0,48            | per kg, Barneveld, 24 juni                |
| Varkens             | € 1,13 tot 1,15   | per kg levend gewicht, 25 juni            |
| Vleeskalveren       | € 5,26            | per kg geslacht gewicht, België, 25 juni  |
| Zilver (fijn)       | € 142 - 172       | Amsterdam, 29 juni 8:55                   |
| Chanel No. 5        | € 1800            | Nederland, 13 juni 2009                   |
| Goud (fijn)         | € 10.285 - 10.740 | Amsterdam, 29 juni 8:55                   |
| Platina             | € 18.765 - 21.065 | Amsterdam, 29 juni 8:55                   |

## Variabele prijzen
Variabele prijzen zijn prijzen die voortdurend kunnen verschillen. Variabele prijzen kunnen variëren door verandering in de vraag of het aanbod. Het aanbod van een product kan door worden beïnvloed door onder meer de tijd van het jaar of de hoeveelheid beschikbare grondstoffen. De vraag naar een product is afhankelijk van bijvoorbeeld de economische situatie, de tijd van het jaar en de kwaliteit van een product, maar vooral de prijs. Verandering in factoren doet de prijs veranderen. Een voorbeeld van variabele prijzen is de prijs van olie, die met de dag anders is.